# Nicolas Nikolaïevitch Chipov
Pour les articles homonymes, voir Chipov.

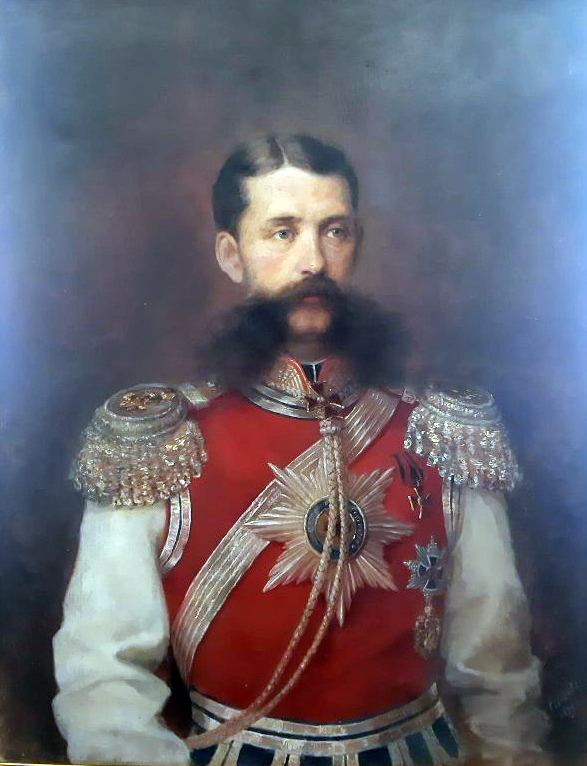
Nicolas N. Chipov

Nicolas Nikolaïevitch Chipov (en russe : Николай Николаевич Шипов) (1846-1911) était un officier du haut-commandement de l'armée impériale russe, général de cavalerie.
Il était l'époux de Sophie Pétrovna Lanskoï, fille de Nathalie Gontcharova et du général Lanskoï.

## Biographie
Il fit ses études au célèbre lycée Alexandre à Tsarkoïe Selo
En 1865, il intégra en tant que Junker, le régiment des Chevaliers-Gardes et devint officier, le 29 mars 1866.
Il fut décoré de l'Ordre de Saint-Stanislas de 2e classe en 1872, et de l'Ordre de Sainte-Anne, en 1875.
Le 14 juin 1878, il fut nommé commandant du 37e régiment de dragons.
En 1881, il fut décoré de l'Ordre de Saint-Vladimir de 4e classe, et devint commandant du régiment des Chevaliers-Gardes, puis devint général-major de ce même régiment en 1883.
Au couronnement de l'empereur Alexandre III, il faisait partie de sa garde d'honneur.
De 1884 à 1893, il était ataman des cosaques de l'armée de l'Oural.
En 1894, il fut nommé général-lieutenant et commandant de la première division des Chevaliers-Gardes et ensuite conseiller du général-gouverneur du grand-duché de Finlande.
En 1904, il fut nommé membre du Conseil de Guerre, par Nicolas II. Il passa au grade de général-adjudant en 1906.
Son fils Nicolas commandera aussi au sein des Chevaliers-Gardes, au sein du régiment de l'impératrice Marie Féodorovna et deviendra un proche conseiller de Nicolas II.
Sa fille Nathalie était l'épouse du célèbre général Miller.
Son frère Dimitri (1851-1920) était un homme politique russe, membre du Conseil d’État, député libéral.

## Sources
- Catalogue de l'exposition au musée de l'Ermitage, Saint-Pétersbourg, pour le tricentenaire des Chevaliers-gardes.